# Kim Gevaert
Kim Gevaert, född 5 augusti 1978 i Leuven, är en belgisk friidrottare som tävlar i kortdistanslöpning. 
Gevaerts genombrott kom när hon 2002 blev europamästare inomhus på 60 meter. Senare samma år deltog hon vid EM utomhus i München där hon slutade tvåa på både 100 meter och 200 meter. Under 2003 deltog hon vid VM i Paris men blev utslagen i semifinalen på både 100- och 200 meter. 
Vid inomhusvärldsmästerskapen 2004 slutade hon tvåa på 60 meter efter Gail Devers på tiden 7,12. Hon deltog även vid Olympiska sommarspelen 2004 där hon tog sig vidare till finalen på 200 meter. Emellertid räckte hennes 22,84 bara till en sjätte plats. På 100 meter vid samma mästerskap blev hon utslagen i semifinalen. 
Under 2005 blev hon åter europamästare inomhus på 60 meter, denna gång på tiden 7,16. Utomhus deltog hon vid VM i Helsingfors där hon åter tog sig till final på 200 meter, tiden 22,86 placerade henne som sjua. Under 2006 blev hon bronsmedaljör på 60 meter vid inomhus VM i Moskva. Utomhus blev hon dubbel europamästare när hon vann guld på såväl 100 meter som 200 meter. 
Vid inomhus EM 2007 stod hon som tredje gång som segrare på 60 meter. Utomhus var VM i Osaka årets stora mästerskap där hon blev finalist på 100 meter, tiden 11,05 gav henne en femte plats. Däremot fick hon se sig utslagen redan i kvartsfinalen på 200 meter. Tillsammans med Hanna Mariën, Élodie Ouédraogo och Olivia Borlée blev hon bronsmedaljör på 4 x 100 meter. 
Gevaert deltog även vid Olympiska sommarspelen 2008 där samma stafettlag över 4 x 100 meter blev silvermedaljör. Individuellt blev hon utslagen i semifinalen på 100 meter. 

## Personliga rekord
- 60 meter - 7,10
- 100 meter - 11,04
- 200 meter - 22,20

### Webbkällor
- Fakta på IAAF:s webbplats